# Überschallgeschwindigkeit

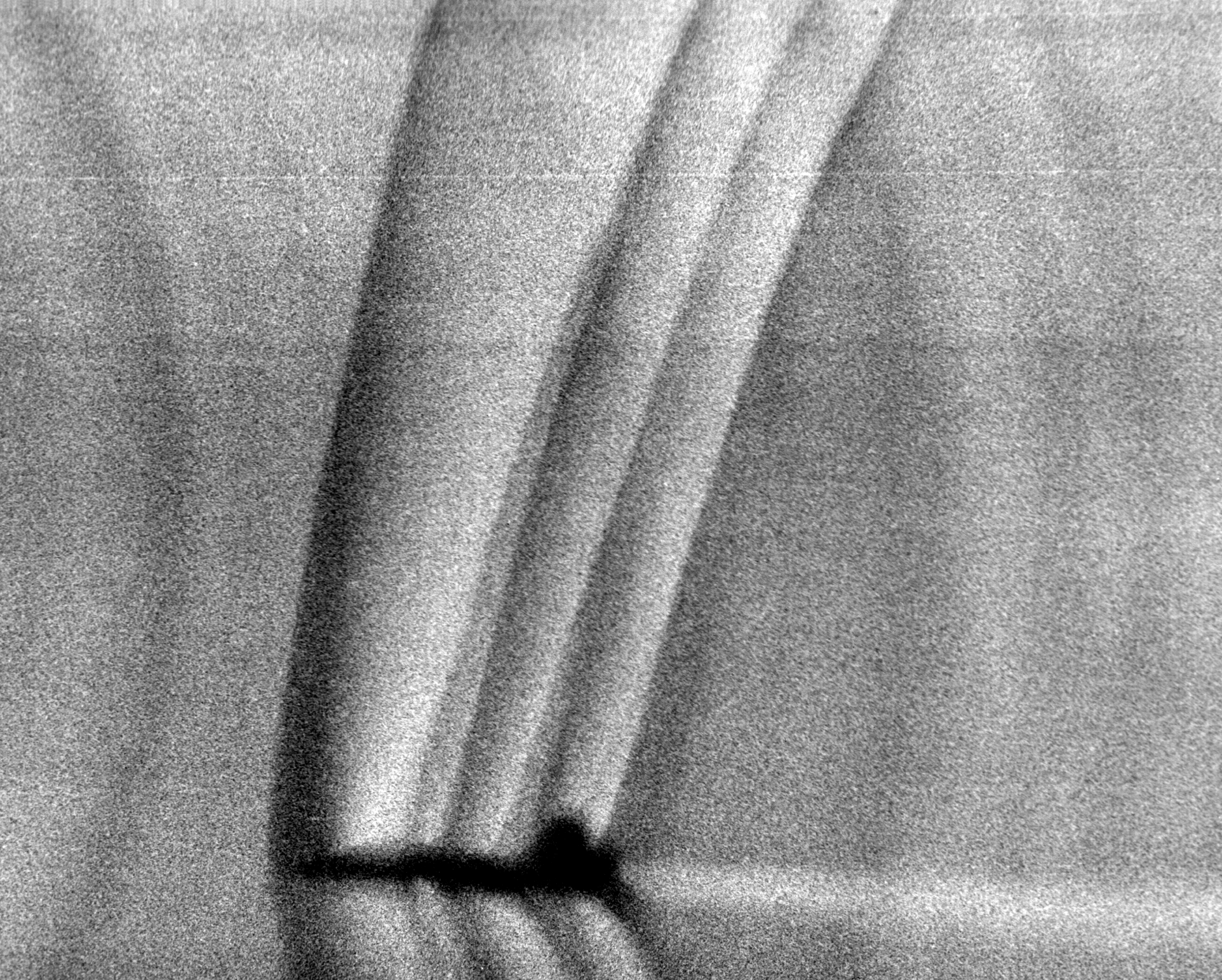
Stoßwellen einer Northrop T-38 Talon bei Mach 1,1 in knapp 4 km Höhe

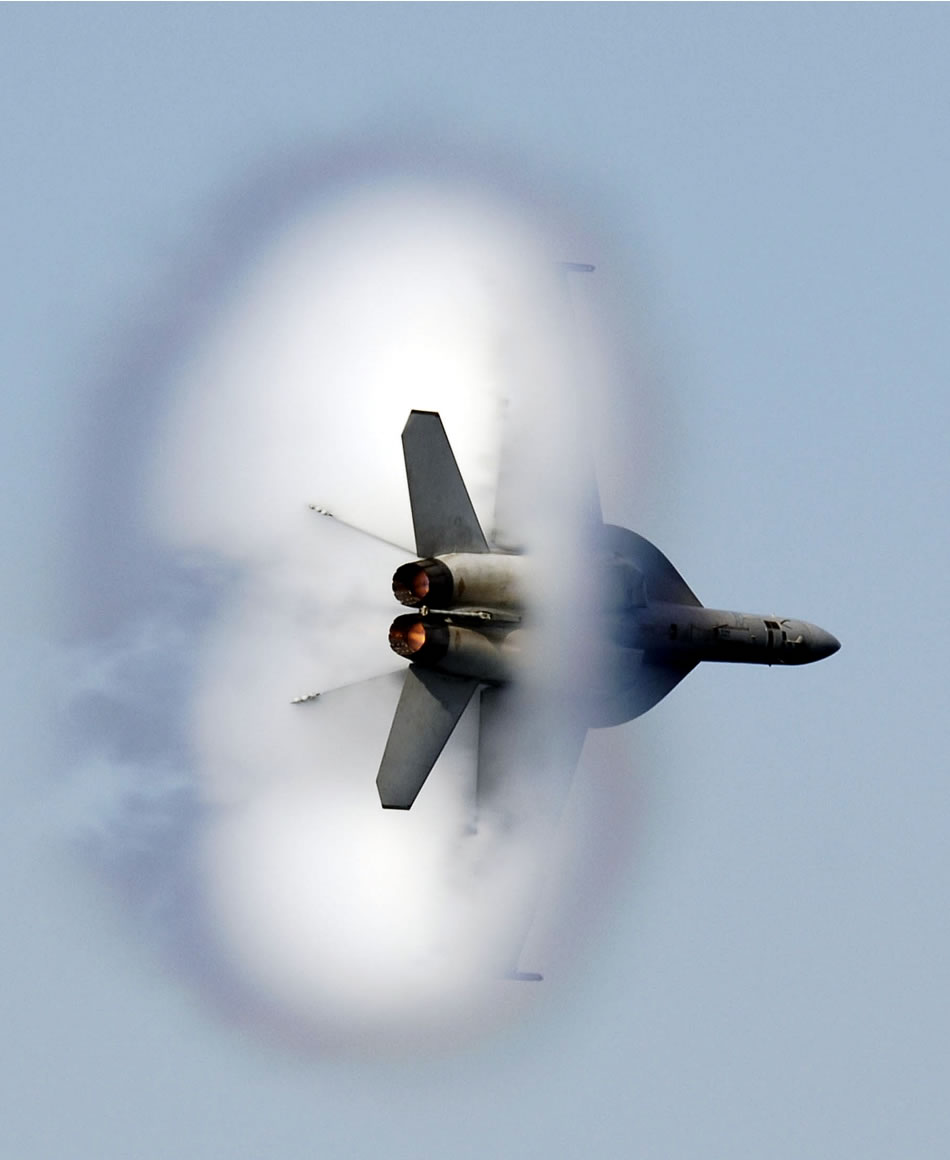
Eine United States Navy F/A-18E/F Super Hornet beim transsonischen Flug mit Wolkenscheibeneffekt im hinteren Bereich

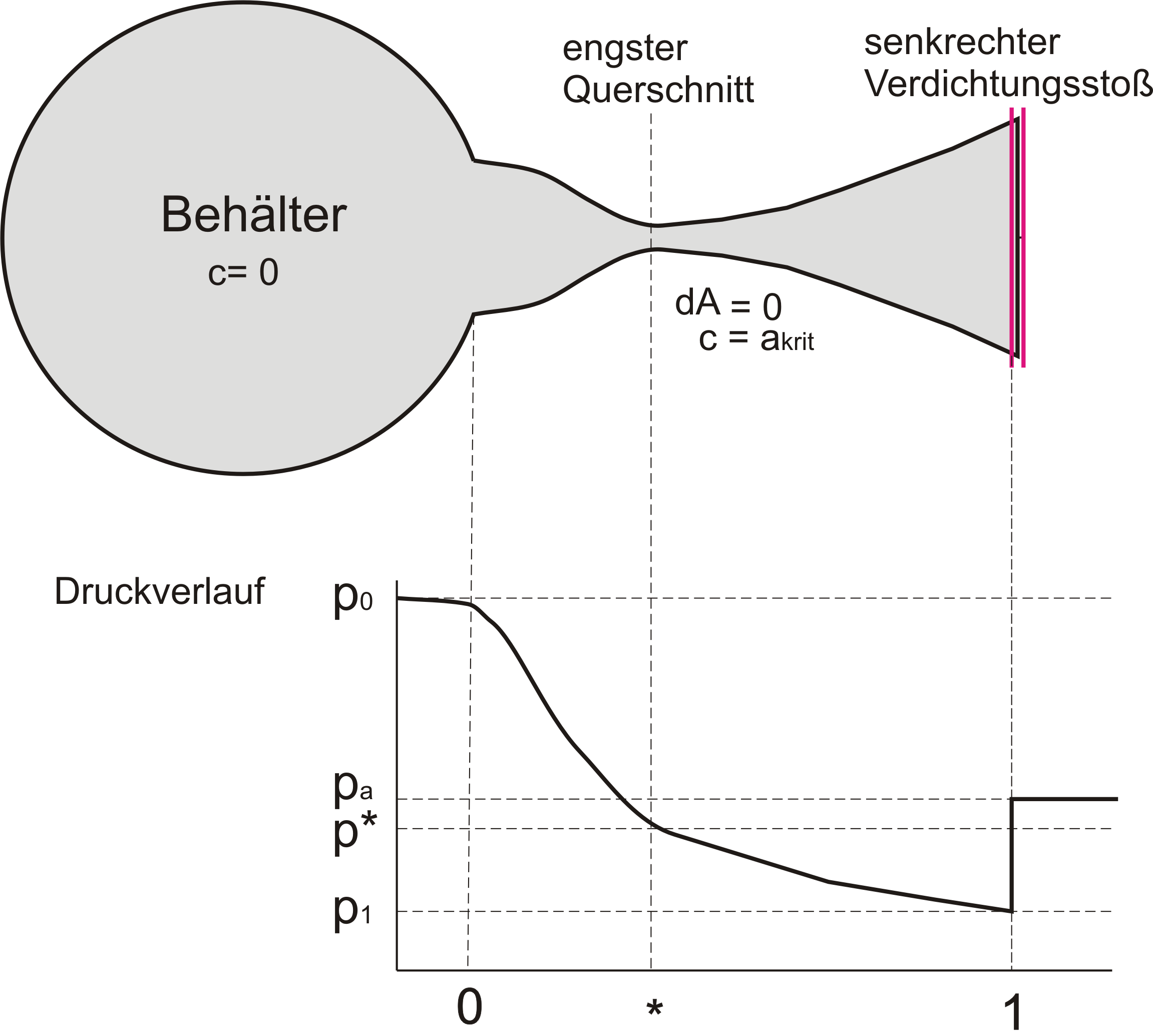
Druckverlauf beim Ausströmen aus einem Behälter mit Lavaldüse

Als Überschallgeschwindigkeit, kurz (der) Überschall, wird die Geschwindigkeit von Objekten bezeichnet, wenn diese größer als die Schallgeschwindigkeit ist, d. h. wenn sich die Objekte schneller bewegen, als sich der Schall im selben Medium ausbreitet.

## Beschreibung
Bei 20 °C beträgt die Schallgeschwindigkeit in trockener Luft und auf Meereshöhe 343,2 m/s (1235 km/h). Die relative Geschwindigkeit eines Objektes zur Schallgeschwindigkeit in Luft wird auch mit der dimensionslosen Mach-Zahl bezeichnet, so bedeutet Mach 1 die Bewegung mit Schallgeschwindigkeit, Mach 2 diejenige mit der doppelten Schallgeschwindigkeit usw.
Es handelt sich bei der Machzahl nicht um eine Geschwindigkeitseinheit, sondern um das Verhältnis der Strömungsgeschwindigkeit zur (temperaturabhängigen) Schallgeschwindigkeit. Obwohl mit dem Begriff Überschallgeschwindigkeit prinzipiell alle Geschwindigkeiten mit einer Machzahl > 1 bezeichnet werden, unterscheidet man zusätzlich noch den Bereich der Machzahlen > 5 durch den Begriff der Hyperschallgeschwindigkeit, da sich hier die aerodynamischen Eigenschaften ändern.

## Besonderheiten bei Überschallgeschwindigkeit
Das Erreichen und Überschreiten der Schallgeschwindigkeit erfordert sehr hohe Antriebsleistungen. Ab Überschreiten der Schallgeschwindigkeit bildet sich um das bewegte Objekt eine kegelförmige Stoßwelle (Machscher Kegel, siehe auch Überschallflug). Diese Stoßwelle ist von einem entfernten Beobachter als Knall oder Donnerschlag wahrzunehmen.
Das Durchbrechen der Schallmauer bedeutet die Überwindung des bei Erreichen der Schallgeschwindigkeit stark ansteigenden Luftwiderstandes, was Flugzeugkonstrukteure lange Zeit vor einige Probleme stellte. Eine weitere konstruktive Herausforderung besteht bei Fluggeschwindigkeiten deutlich oberhalb Mach 2: Durch die Luftverdichtung erhitzt sich der Flugkörper über die Belastbarkeitsgrenze gängiger Baumaterialien wie Aluminium. Dieser Geschwindigkeitsbereich wird auch als Hitzemauer bezeichnet.
Durch die adiabatische Abkühlung der Luft in der Unterdruck-Zone am Heck des Flugzeuges kondensiert der Wasserdampf in der Luft und bildet eine Wolke aus Wassernebel in einer charakteristischen Kegelform (Wolkenscheibeneffekt).

## Gasdynamik
Unter Vernachlässigung der potentiellen Energie kann für ideale Gase der Energiesatz für eine kompressible adiabate Strömung in der folgenden Form ausgedrückt werden:
{\displaystyle h_{1}+{\frac {{c_{1}}^{2}}{2}}=h_{2}+{\frac {{c_{2}}^{2}}{2}}}.
Die Enthalpie und die kinetische Energie stellen die Totalenthalpie dar, die im Falle der adiabaten Strömung ohne Energiezu- oder -abführung sich für einen Stromfaden nicht ändert.
Die Enthalpie {\displaystyle h} eines idealen Gases kann durch die spezifische Wärmekapazität cp bzw. den Isentropenexponent {\displaystyle \kappa } beschrieben werden (Spezifische Gaskonstante {\displaystyle R_{\mathrm {s} }=R/M}).
{\displaystyle h=c_{\mathrm {p} }\cdot T={\frac {\kappa }{\kappa -1}}\cdot R_{\mathrm {s} }\cdot \ T}
Für die Schallgeschwindigkeit a gilt bei isentroper Zustandsänderung (Index „s“):
{\displaystyle a={\sqrt {\left({\frac {\mathrm {d} p}{\mathrm {d} \rho }}\right)_{\mathrm {s} }}}={\sqrt {\kappa \cdot R_{\mathrm {s} }\cdot T}}}.
Wenn für den Zustand „1“ eine ruhende Strömung mit {\displaystyle c_{1}=0} unterstellt wird, dann sind Enthalpie und Totalenthalpie identisch. Wenn in dem Zustand „2“ die kritische Schallgeschwindigkeit erreicht wird, dann gilt
{\displaystyle a_{2}=c_{2}=a_{\mathrm {krit} }}.
Die Mach-Zahl gibt das Verhältnis der Geschwindigkeit zur kritischen Schallgeschwindigkeit an. Für den Fall, dass genau die Schallgeschwindigkeit in einem Querschnitt erreicht wird, dann gilt mit {\displaystyle c=a_{\mathrm {krit} }\rightarrow {\mathit {Ma}}=1}.
Mit der Energiegleichung kann die kritische Schallgeschwindigkeiten aus den Daten des Totalzustandes (= Ruhezustand; Index „t“) ermittelt werden:
{\displaystyle a_{\mathrm {krit} }={\sqrt {\frac {2}{\kappa +1}}}\cdot a_{\mathrm {t} }}.
Mit der Änderung der Zustandsgrößen ändert sich auch die Schallgeschwindigkeit.
Die Kontinuitätsgleichung (Massenerhaltungssatz) einer Strömung wird ausgedrückt durch:
{\displaystyle {\dot {m}}=\rho \cdot c\cdot A}.
Die Gleichung wird nach x differenziert:
{\displaystyle {\frac {\mathrm {d} (A(x)\rho c(x))}{\mathrm {d} x}}=0}.
Unter Anwendung der Produktregel erhält man:
{\displaystyle {\frac {\mathrm {d} A}{A}}=-{\frac {\mathrm {d} \rho }{\rho }}-{\frac {\mathrm {d} c}{c}}}.
Mit der differentiellen Form des Energiesatzes
{\displaystyle {\frac {\mathrm {d} \rho }{\rho }}=-{\frac {c\mathrm {d} c}{a^{2}}}}.
kann unter der Voraussetzung einer isentropen Strömung umgeformt werden:
{\displaystyle {\frac {\mathrm {d} A}{A}}={\frac {c\mathrm {d} c}{a^{2}}}-{\frac {\mathrm {d} c}{c}}}.
Die Machzahl {\displaystyle {\mathit {Ma}}} ist definiert durch das Verhältnis der Geschwindigkeit zur Schallgeschwindigkeit
{\displaystyle {\mathit {Ma}}={\frac {c}{a}}}.
Damit erhält man die Gleichung von Hugoniot:
{\displaystyle {\frac {\mathrm {d} A}{A}}=({\mathit {Ma}}^{2}-1)\cdot {\frac {\mathrm {d} c}{c}}}.
Aus der Gleichung kann entnommen werden:
- Im Falle einer Unterschallströmung mit Ma < 1 erfolgt eine weitere Beschleunigung (dc > 0), wenn der Querschnitt reduziert wird (dA < 0); dies ist der Fall bei einer Düse mit einer konvexen Ausführung.

- Die Schallgeschwindigkeit (Ma = 1) kann dann erreicht werden, wenn dA = 0 ist. Dieser Fall wird beim engsten Querschnitt einer Lavaldüse erreicht, die einen konvexen Einlauf hat und nach dem engsten Querschnitt in einen Diffusor übergeht, der eine konvergente Ausführung hat. Eine weitere Voraussetzung, um im engsten Querschnitt die Schallgeschwindigkeit zu erreichen, ist die Überschreitung des kritischen Druckverhältnisses.

- Aus der Gleichung von Hugoniot kann entnommen werden, dass bei Erreichen der Schallgeschwindigkeit und dc > 0 eine weitere Geschwindigkeitserhöhung dann möglich ist, wenn dA > 0 und der Querschnitt als Diffusor ausgebildet ist.

Technisch wird eine Überschallgeschwindigkeit in einer Lavaldüse hervorgerufen. In dem sich verengenden Eintrittsquerschnitt wird die Strömung bis auf die Schallgeschwindigkeit beschleunigt, soweit das kritische Druckverhältnis p0/pa erreicht wird. Im Diffusorteil findet eine weitere Beschleunigung der Strömung statt. Am Austritt des Diffusors zur Umgebung tritt ein Verdichtungsstoß auf, der nicht isentrop ist.

## Objekte mit Überschallgeschwindigkeit
Folgende Liste zählt verschiedene Objekte auf, die Überschallgeschwindigkeit erreichen:
- die Spitze der Peitsche beim Peitschenknall (relevant etwa für das Goaßlschnalzen)
- viele Explosivstoffe erzeugen eine Überschall-Stoßwelle
- Gewehr- und Kanonenkugeln: seit dem späten 19. Jahrhundert werden Projektile mit hohen Mündungsgeschwindigkeiten aerodynamisch für den Überschallflug optimiert (ogivale Form)
- Turbinenteile von Strahltriebwerken können Überschallgeschwindigkeit erreichen, bei Propellern, Turbofans und Hubschrauberrotoren ist man aber bestrebt, dies zu vermeiden.
- Meteoroide treten in der Regel mit einer Geschwindigkeit von 12 bis 72 km/s in die Erdatmosphäre ein, das entspricht etwa 35- bis 215-facher Schallgeschwindigkeit. Sie verglühen aufgrund der hohen Erwärmung meist schon in den höheren Schichten der Atmosphäre.
- Rückkehr- und Trümmerteile von Raumflugkörpern und Trägerraketen. Sie verglühen oder tragen Hitzeschutzschilde oder -elemente. Die Geschwindigkeit beim Wiedereintritt beträgt etwa Mach 25.

Die beiden letzten Beispiele erreichen bereits Hyperschallgeschwindigkeit, ebenso wie 1942 die V2 als erste Rakete.
Das erste Überschallflugzeug war die Bell X-1 (eigentlich ein Raketenflugzeug), die 1947 erstmals Überschallgeschwindigkeit erreichte.
Neben Fluggeräten und Raketen wurden zu Testzwecken auch Raketenschlitten (d. h. schienengeführte raketengetriebene Schlitten) gebaut, die in den 1950er Jahren erstmals Überschallgeschwindigkeit erreichten.
Für Rekordfahrten wurden auch einige mit Raketen oder Strahltriebwerken angetriebene Autos konstruiert, die für das Erreichen von Überschallgeschwindigkeit ausgelegt waren:
- Spirit of America (ohne Erfolg)
- Budweiser Rocket (17. Dezember 1979 – nicht offiziell anerkannt)
- ThrustSSC (15. Oktober 1997 – erstes anerkanntes Überschall-Landfahrzeug (Supersonic Car))

Überschallschnelle Autos haben das Problem, dass der Unterdruck zwischen der Unterseite des Fahrzeugs und dem Untergrund bei Annäherung an die Schallgeschwindigkeit ausbleibt und sogar ein Überdruck entsteht, so dass die Autos darauf aufzuschwimmen drohen.